# Аутентична процена
Аутентична процена је тестирање личности клијента у природнијим условима пре него у клиничком или другом вештачком окружењу. У образовању се овај појам односи на евалуацију знања студената базирану на демонстрацији учења пре него на традиционалној провери знања.